# Santeramo Sport 2008-2009
Questa voce raccoglie le informazioni riguardanti il Santeramo Sport nelle competizioni ufficiali della stagione 2008-2009.

## Stagione
La stagione 2008-09 è per il Santeramo Sport, sponsorizzato dalla Tena, la quinta consecutiva in Serie A1: sulla panchina viene chiamato il nuovo allenatore Rosario Braia, sostituito a stagione in corso da Vincenzo Mastrangelo (per un breve periodo ha guidato la squadra il secondo allenatore Giovanni Moschetti); anche la rosa viene completamente stravolta, con le uniche conferme di Immacolata Sirressi e Monica Marulli: tra i principali acquisti quelli di Rachele Sangiuliano, Amaranta Fernández, Paola Capuano, Petja Cekova e Dorota Świeniewicz, quest'ultima ceduta a campionato in corso, mentre, tra le partenze, quelle di Sônia Benedito, Barbara De Luca, Jevhenija Duškevyč e Fernanda Ferreira.
Il campionato si apre con la vittoria al tie-break sulla Pallavolo Sirio Perugia a cui fanno seguito tre sconfitte di fila prima di un nuovo successo contro la Pallavolo Cesena: in tutto il resto del girone di andata la squadra di Santeramo in Colle riesce ad aggiudicarsi solamente un'altra partita, in trasferta, contro il Chieri Volley, chiudendo all'undicesimo posto. Il girone di ritorno si apre con uno stop, segnato poi da un successo contro il Giannino Pieralisi Volley nella giornata successiva: seguono poi tutte sconfitte, eccetto le vittorie alla ventiduesima e ventiquattresima giornata, rispettivamente contro il Vicenza Volley ed il Chieri Volley, chiudendo la regular season al dodicesimo porto, non utile per qualificarsi ai play-off scudetto.
Tutte le società partecipanti alla Serie A1 2008-09 sono chiamate a disputare la Coppa Italia; il Santeramo Sport affronta nella prima fase il Vicenza Volley: dopo aver perso la gara di andata per 3-1, vince quella di ritorno con il medesimo risultato, passando al turno successivo grazie ad un miglior quoziente punti; negli ottavi di finale invece viene eliminato dal Volley Bergamo che vince entrambe le gare.

## Organigramma societario
Area direttiva
- Presidente: Franco Carone

Area tecnica
- Allenatore: Rosario Braia (fino al 27 febbraio 2009), Giovanni Moschetti (dal 28 febbraio 2009 al 1º marzo 2009), Vincenzo Mastrangelo (dal 2 marzo 2009)
- Allenatore in seconda: Giovanni Moschetti (fino al 27 febbraio 2009 e dal 2 marzo 2009)
- Scout man: Simone Franceschi

Area sanitaria
- Medico: Michele Cardinale
- Preparatore atletico: Carlo Sati
- Fisioterapista: Filippo Paradiso
- Massaggiatore: Giuseppe Natuzzi

## Rosa
| N° | Nome                 | Ruolo | Data di nascita  | Nazionalità sportiva |
| -- | -------------------- | ----- | ---------------- | -------------------- |
| 2  | Zhou Jia             | S     | 1º gennaio 1983  | Cina                 |
| 3  | Dorota Świeniewicz   | S     | 27 luglio 1972   | Polonia              |
| 4  | Asa Gustafsson       | S     | 17 luglio 1976   | Svezia               |
| 5  | Debora Zicari        | S     | 8 novembre 1990  | Italia               |
| 6  | Paola Capuano        | S     | 4 febbraio 1978  | Italia               |
| 7  | Rachele Sangiuliano  | P     | 23 giugno 1981   | Italia               |
| 8  | Giorgia Cacciapaglia | L     | 14 dicembre 1987 | Italia               |
| 9  | Anita Filipovics     | C     | 9 aprile 1988    | Ungheria             |
| 10 | Serena Masino        | P     | 24 aprile 1983   | Italia               |
| 13 | Immacolata Sirressi  | L     | 19 maggio 1990   | Italia               |
| 14 | Petja Cekova         | S     | 13 ottobre 1986  | Bulgaria             |
| 15 | Amaranta Fernández   | C     | 11 agosto 1983   | Spagna               |
| 16 | Victoria Orsi Toth   | S     | 14 agosto 1990   | Italia               |
| 17 | Monica Marulli       | C     | 3 ottobre 1975   | Italia               |

## Mercato
| Acquisti | Acquisti             | Acquisti        | Acquisti   |
| R.       | Nome                 | da              | Modalità   |
| -------- | -------------------- | --------------- | ---------- |
| L        | Giorgia Cacciapaglia | Altamura        | definitivo |
| S        | Paola Capuano        | San Vito        | definitivo |
| C        | Amaranta Fernández   | CAV Murcia      | definitivo |
| C        | Anita Filipovics     | Brunelli        | definitivo |
| S        | Asa Gustafsson       | ?               | definitivo |
| S        | Zhou Jia             | Liaoning        | definitivo |
| P        | Serena Masino        | San Vito        | definitivo |
| S        | Victoria Orsi Toth   | Altamura        | definitivo |
| P        | Rachele Sangiuliano  | Life Milano     | definitivo |
| S        | Dorota Świeniewicz   | Ícaro           | definitivo |
| S        | Petja Cekova         | Pałac Bydgoszcz | definitivo |
| S        | Debora Zicari        | -               | giovanili  |

| Cessioni | Cessioni           | Cessioni          | Cessioni   |
| R.       | Nome               | a                 | Modalità   |
| -------- | ------------------ | ----------------- | ---------- |
| S        | Sônia Benedito     | Castellana Grotte | definitivo |
| S/O      | Milena Boteva      | Karşıyaka         | definitivo |
| C        | Antonella Caponio  | ?                 | definitivo |
| P        | Valeria Cimoli     | River             | definitivo |
| S        | Barbara De Luca    | Cesena            | definitivo |
| C        | Jevhenija Duškevyč | Sirio Perugia     | definitivo |
| P        | Fernanda Ferreira  | Busto Arsizio     | definitivo |
| S        | Zhou Jia           | ?                 | definitivo |
| S        | Noemi Porzio       | Rota              | definitivo |
| C        | Mila Rizzo         | Aprilia           | definitivo |
| S        | Dorota Świeniewicz | BKS               | definitivo |
| S        | Yanina Yakovlyeva  | ?                 | definitivo |

## Risultati

### Serie A1

#### Girone di andata
| 1ª giornata - 12 ottobre 2008 PalaCooper, Santeramo in Colle      | Santeramo          | 3 - 2 | Sirio Perugia     | 25-20, 16-25, 27-25, 25-27, 15-10 |
| 2ª giornata - 19 ottobre 2008 PalaTriccoli, Jesi                  | Giannino Pieralisi | 3 - 0 | Santeramo         | 25-16, 25-13, 25-13               |
| 3ª giornata - 26 ottobre 2008 PalaCooper, Santeramo in Colle      | Santeramo          | 2 - 3 | Pavia             | 25-18, 25-13, 13-25, 17-25, 9-15  |
| 4ª giornata - 2 novembre 2008 Sporting Palace, Novara             | Asystel            | 3 - 1 | Santeramo         | 26-28, 25-14, 25-18, 25-17        |
| 5ª giornata - 9 novembre 2008 PalaCooper, Santeramo in Colle      | Santeramo          | 3 - 0 | Cesena            | 25-20, 25-23, 25-21               |
| 6ª giornata - 16 novembre 2008 PalaYamamay, Busto Arsizio         | Busto Arsizio      | 3 - 1 | Santeramo         | 21-25, 25-22, 25-21, 25-12        |
| 7ª giornata - 23 novembre 2008 PalaCooper, Santeramo in Colle     | Santeramo          | 0 - 3 | Robursport Pesaro | 16-25, 10-25, 17-25               |
| 8ª giornata - 30 novembre 2008 PalaCooper, Santeramo in Colle     | Santeramo          | 2 - 3 | Spes Conegliano   | 19-25, 25-20, 22-25, 25-16, 9-15  |
| 9ª giornata - 4 dicembre 2008 Palasport Città di Vicenza, Vicenza | Vicenza            | 3 - 2 | Santeramo         | 21-25, 25-22, 16-25, 25-23, 15-13 |
| 10ª giornata - 13 dicembre 2008 PalaCooper, Santeramo in Colle    | Santeramo          | 0 - 3 | Sassuolo          | 22-25, 20-25, 19-25               |
| 11ª giornata - 21 dicembre 2008 PalaMaddalene, Chieri             | Chieri             | 1 - 3 | Santeramo         | 23-25, 22-25, 25-18, 19-25        |
| 12ª giornata - 27 dicembre 2008 PalaGrotte, Castellana Grotte     | Castellana Grotte  | 3 - 0 | Santeramo         | 25-14, 25-21, 25-23               |
| 13ª giornata - 6 gennaio 2009 PalaCooper, Santeramo in Colle      | Santeramo          | 2 - 3 | Bergamo           | 22-25, 25-20, 25-18, 17-25, 12-15 |

#### Girone di ritorno
| 14ª giornata - 10 gennaio 2009 PalaEvangelisti, Perugia          | Sirio Perugia     | 3 - 0 | Santeramo          | 25-22, 25-11, 25-17               |
| 15ª giornata - 18 gennaio 2009 PalaCooper, Santeramo in Colle    | Santeramo         | 3 - 2 | Giannino Pieralisi | 18-25, 25-13, 8-25, 25-17, 15-13  |
| 16ª giornata - 25 gennaio 2009 PalaRavizza, Pavia                | Pavia             | 3 - 0 | Santeramo          | 25-19, 25-23, 28-26               |
| 17ª giornata - 1º febbraio 2009 PalaCooper, Santeramo in Colle   | Santeramo         | 1 - 3 | Asystel            | 18-25, 25-20, 20-25, 24-26        |
| 18ª giornata - 15 febbraio 2009 Carisport, Cesena                | Cesena            | 3 - 2 | Santeramo          | 25-27, 25-15, 25-15, 23-25, 15-12 |
| 19ª giornata - 22 febbraio 2009 PalaCooper, Santeramo in Colle   | Santeramo         | 1 - 3 | Busto Arsizio      | 25-21, 20-25, 17-25, 22-25        |
| 20ª giornata - 1º marzo 2009 PalaDionigi, Sant'Angelo in Lizzola | Robursport Pesaro | 3 - 0 | Santeramo          | 25-19, 25-21, 25-15               |
| 21ª giornata - 8 marzo 2009 Zoppas Arena, Conegliano             | Spes Conegliano   | 3 - 0 | Santeramo          | 25-18, 25-18, 25-19               |
| 22ª giornata - 15 marzo 2009 PalaCooper, Santeramo in Colle      | Santeramo         | 3 - 0 | Vicenza            | 25-16, 25-22, 25-18               |
| 23ª giornata - 22 marzo 2009 PalaPaganelli, Sassuolo             | Sassuolo          | 3 - 1 | Santeramo          | 25-13, 22-25, 25-19, 25-21        |
| 24ª giornata - 29 marzo 2009 PalaCooper, Santeramo in Colle      | Santeramo         | 3 - 1 | Chieri             | 25-21, 25-22, 23-25, 26-24        |
| 25ª giornata - 5 aprile 2009 PalaCooper, Santeramo in Colle      | Santeramo         | 0 - 3 | Castellana Grotte  | 12-25, 20-25, 18-25               |
| 26ª giornata - 11 aprile 2009 PalaNorda, Bergamo                 | Bergamo           | 3 - 0 | Santeramo          | 25-21, 25-18, 25-18               |

### Coppa Italia

#### Fase a eliminazione diretta
| Prima fase (andata) - 22 ottobre 2008 Palasport Città di Vicenza, Vicenza   | Vicenza   | 3 - 1 | Santeramo | 23-25, 27-25, 26-24, 25-23        |
| Prima fase (ritorno) - 29 ottobre 2008 PalaCooper, Santeramo in Colle       | Santeramo | 3 - 1 | Vicenza   | 22-25, 25-18, 25-19, 25-14        |
| Ottavi di finale (andata) - 19 novembre 2008 PalaCooper, Santeramo in Colle | Santeramo | 2 - 3 | Bergamo   | 17-25, 25-23, 21-25, 25-23, 10-15 |
| Ottavi di finale (ritorno) - 26 novembre 2008 PalaNorda, Bergamo            | Bergamo   | 3 - 0 | Santeramo | 25-23, 25-20, 25-22               |

## Statistiche

### Statistiche di squadra
| Competizione | Punti | In casa | In casa | In casa | In trasferta | In trasferta | In trasferta | Totale | Totale | Totale |
| Competizione | Punti | G       | V       | P       | G            | V            | P            | G      | V      | P      |
| ------------ | ----- | ------- | ------- | ------- | ------------ | ------------ | ------------ | ------ | ------ | ------ |
| Serie A1     | 21    | 13      | 5       | 8       | 13           | 1            | 12           | 26     | 6      | 20     |
| Coppa Italia | -     | 2       | 1       | 1       | 2            | 0            | 2            | 4      | 1      | 3      |
| Totale       | -     | 15      | 6       | 9       | 15           | 1            | 14           | 30     | 7      | 23     |

G = partite giocate; V = partite vinte; P = partite perse

### Statistiche dei giocatori
| Giocatore       | Serie A1 | Serie A1 | Serie A1 | Serie A1 | Serie A1 | Coppa Italia | Coppa Italia | Coppa Italia | Coppa Italia | Coppa Italia | Totale | Totale | Totale | Totale | Totale |
| Giocatore       | P        | PT       | AV       | MV       | BV       | P            | PT           | AV           | MV           | BV           | P      | PT     | AV     | MV     | BV     |
| --------------- | -------- | -------- | -------- | -------- | -------- | ------------ | ------------ | ------------ | ------------ | ------------ | ------ | ------ | ------ | ------ | ------ |
| G. Cacciapaglia | 14       | -        | -        | -        | -        | 3            | -            | -            | -            | -            | 17     | -      | -      | -      | -      |
| P. Capuano      | 26       | 252      | 218      | 28       | 6        | 4            | 43           | 36           | 5            | 2            | 30     | 295    | 254    | 33     | 8      |
| A. Fernández    | 26       | 359      | 271      | 64       | 24       | 3            | 53           | 43           | 6            | 4            | 29     | 412    | 314    | 70     | 28     |
| A. Filipovics   | 13       | 12       | 8        | 4        | 0        | 2            | 20           | 15           | 4            | 1            | 15     | 32     | 23     | 8      | 1      |
| A. Gustafsson   | 6        | 4        | 3        | 1        | 0        | -            | -            | -            | -            | -            | 6      | 4      | 3      | 1      | 0      |
| Z. Jia          | 3        | 2        | 2        | 0        | 0        | 1            | 2            | 2            | 0            | 0            | 4      | 4      | 4      | 0      | 0      |
| M. Marulli      | 26       | 210      | 126      | 76       | 8        | 4            | 57           | 36           | 20           | 1            | 30     | 267    | 162    | 96     | 9      |
| S. Masino       | 11       | 0        | 0        | 0        | 0        | 2            | 0            | 0            | 0            | 0            | 13     | 0      | 0      | 0      | 0      |
| V. Orsi Toth    | 24       | 105      | 72       | 23       | 10       | 4            | 22           | 16           | 2            | 4            | 28     | 127    | 88     | 25     | 14     |
| R. Sangiuliano  | 26       | 104      | 40       | 51       | 13       | 4            | 27           | 9            | 15           | 3            | 30     | 131    | 49     | 66     | 16     |
| I. Siressi      | 26       | -        | -        | -        | -        | 4            | -            | -            | -            | -            | 30     | -      | -      | -      | -      |
| D. Świeniewicz  | 12       | 135      | 122      | 8        | 5        | 2            | 29           | 24           | 4            | 1            | 14     | 164    | 146    | 12     | 6      |
| P. Cekova       | 25       | 271      | 245      | 29       | 7        | 4            | 21           | 16           | 4            | 1            | 29     | 292    | 261    | 33     | 8      |
| D. Zicari       | 3        | 0        | 0        | 0        | 0        | 0            | 0            | 0            | 0            | 0            | 3      | 0      | 0      | 0      | 0      |

P = presenze; PT = punti totali; AV = attacchi vincenti; MV = muri vincenti; BV = battute vincenti